# Folke Hoving
Folke Hoving,  född  6 oktober 1871 i Stockholm, död 4 augusti 1938,  var en svensk konstnär och illustratör.
Hoving studerade vid Konstakademien i Stockholm 1888–1894. Han målade ofta stämningsfyllda fjällandskap från Norrland och utgav en illustrerad mönsterbok för samisk hemslöjd i Västerbottens län. 
Han var även missionär bland samerna och ritade det av Kvinnliga Missionsarbetare uppförda samiska ålderdomshemmet Fjällgård i Undersåker, Jämtland.
Folke Hoving finns representerad bland annat på Nationalmuseum och Nordiska museet.